# Prolasius robustus
Prolasius robustus é uma espécie de formiga do gênero Prolasius, pertencente à subfamília Formicinae.